# Dominic DeNucci
Dominic DeNucci echte achternaam Nucciarone (Venetië, 23 januari 1932 – McCandless Township (Pennsylvania), 12 augustus 2021) was een Italiaans professioneel worstelaar die vooral bekend is van zijn tijd bij World Wide Wrestling Federation (WWWF).

## Carrière

### World Wide Wrestling Federation
Op 18 juni 1971 won DeNucci zijn eerste WWWF titel, het WWWF International Tag Team Championship, met Bruno Sammartino door The Mongols te verslaan. Drie dagen verloren ze hun titels terug aan The Mongols.
Op 13 mei 1975 wonnen DeNucci en Victor Rivera het WWWF World Tag Team Championship van The Valiant Brothers (Jimmy en Johnny Valiant). In juni verliet zijn partner Rivera de WWF en Pat Barrett verving hem als DeNucci's partner. Drie maanden later verloren ze hun titel aan The Blackjacks op 26 augustus.
DeNucci bekwam voor de tweede keer WWWF World Tag Team Champion wanneer hij en zijn partner Dino Bravo de titelwedstrijd won van het duo Professor Tanaka en Mr. Fuji op 14 maart 1978. Ze hielden hun titel tot 26 juni waarbij ze de titelmatch verloren van The Yukon Lumberjacks.

### Trainer
Na het beëindigen van zijn carrière als professioneel worstelaar trainde hij verscheidene worstelaars waaronder Mick Foley, Shane Douglas, Brian Hildebrand en nog vele anderen.

## Persoonlijk leven
Zijn zoon Tony is ook professioneel worstelaar geworden. DeNucci overleed op 89-jarige leeftijd in een ziekenhuis in McCandless Township.

## In worstelen
- Finishers
  - Airplane Spin

## Erelijst
- American Wrestling Alliance
  - AWA United States Heavyweight Championship (1 keer)

- Championship Wrestling from Florida
  - NWA Florida Tag Team Championship (1 keer met Tony Parisi)

- Lutte Internationale
  - Canadian International Tag Team Championship (1 keer met Nick DeCarlo)

- NWA All-Star Wrestling
  - NWA Canadian Tag Team Championship (1 keer met Don Leo Jonathan)
  - NWA World Tag Team Championship (1 keer met Don Leo Jonathan)

- National Wrestling Federation
  - NWF Heavyweight Championship (1 keer)
  - North American Heavyweight Championship (1 keer)
  - NWF World Tag Team Championship (1 keer met Tony Parisi)

- World Championship Wrestling (Australië)
  - IWA World Heavyweight Championship (3 keer)
  - IWA World Tag Team Championship (3 keer; 1x met Mark Lewin, 1x met Antonio Pugliese en 1x met Mario Milano)

- World Wrestling Association (Indianapolis)
  - WWA World Tag Team Championship (1 keer met Wilbur Snyder)

- World Wide Wrestling Federation
  - WWWF International Tag Team Championship (1 keer met Bruno Sammartino)
  - WWWF World Tag Team Championship (2 keer; 1x met Victor Rivera en zijn vervangende partner Pat Barrett en 1x met Dino Bravo)

- Andere titels
  - West Virginia Tag Team Championship (1 keer met Apache Lou)